# V360 Большой Медведицы
V360 Большой Медведицы (лат. V360 Ursae Majoris) — двойная затменная переменная звезда типа W Большой Медведицы (EW) в созвездии Большой Медведицы на расстоянии приблизительно 2432 световых лет (около 746 парсеков) от Солнца. Видимая звёздная величина звезды — от +14,1m до +13,6m. Орбитальный период — около 0,3602 суток (8,6455 часов).